# Марафонский юноша

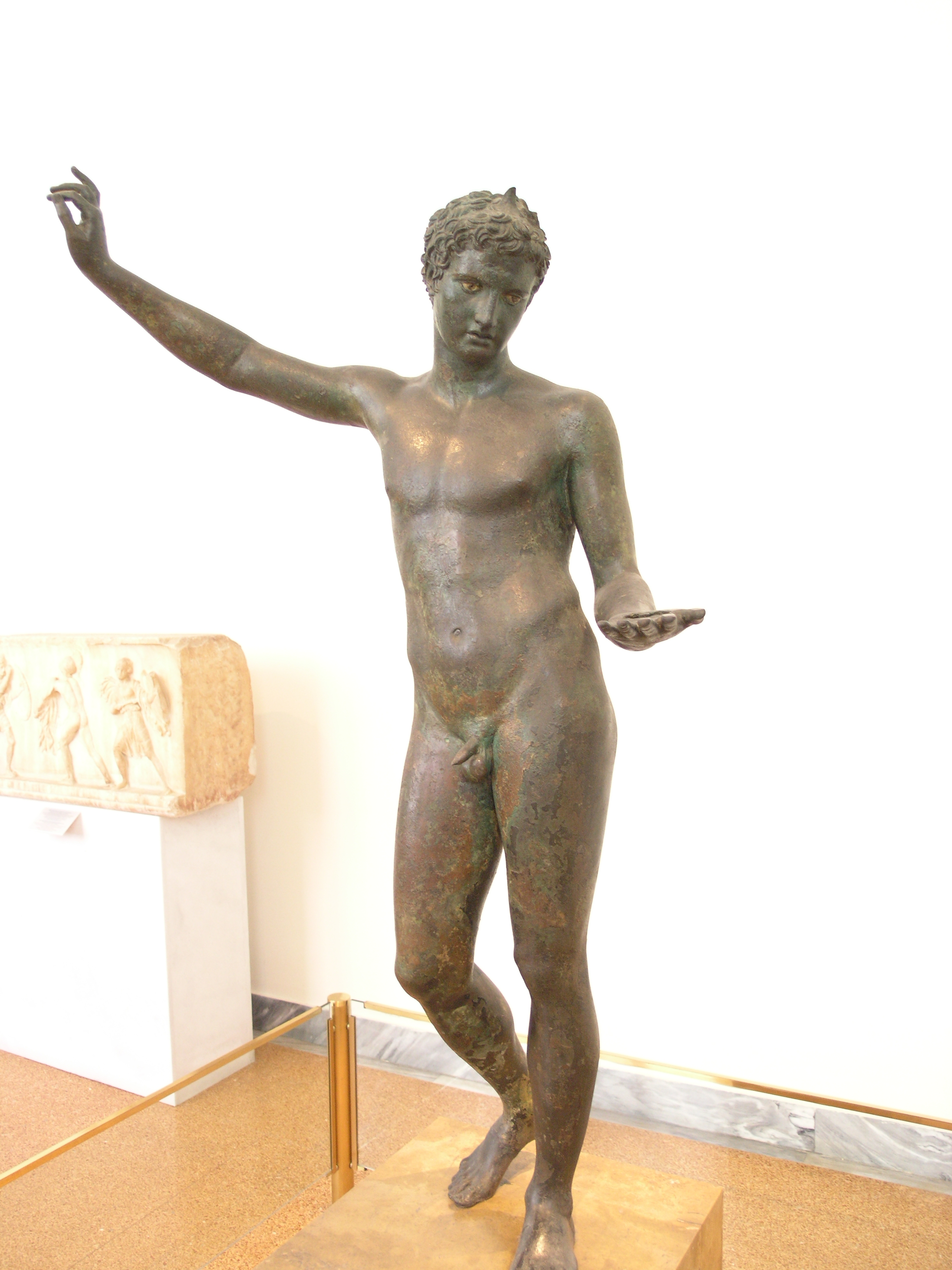
Марафонский юноша

Марафонский юноша — древнегреческая бронзовая статуя, выловленная рыбаками из Марафонского залива в 1925 году и пополнившая собрание Национального археологического музея Афин. Предполагается, что на ней изображён Гермес, хотя какие-либо атрибуты этого бога отсутствуют. Мягкая проработка мускулатуры и расслабленное положение контрапоста выдают влияние Праксителя. Приподнятой правой рукой фигура опиралась на стену, ныне не существующую. Статуя датируется последней четвертью IV века до н. э. Поза юноши находит аналоги в искусстве Древнего Рима (мраморные изображения сатиров, разливающих вино).